# 95
Aquesta pàgina és per a l'any. Per al nombre, vegeu noranta-cinc.
El 95 (XCV) fou un any comú començat en dijous del calendari julià.

## Esdeveniments
- El cònsol romà Manius Acilius Glabrio rep l'ordre de Domicià de baixar a l'arena del Coliseu per lluitar contra un lleó. Després de matar l'animal, Domicià el desterra i el mata.[1]

## Necrològiques
- Quintilià (35-95): retòric romà nascut a Calagurris

## Naixements
- Appià d'Alexandria, historiador i escriptor grec (m. 165).[2]